# Харченко, Степан Андреевич
Степан Андреевич Харченко (22.12.1915—08.01.1983) — командир звена 752-го дальнебомбардировочного авиационного полка 24-й бомбардировочной авиационной дивизии дальнебомбардировочной авиации, старший лейтенант. Герой Советского Союза.

## Биография
Родился 22 декабря 1915 года в селе Рожновка ныне Ичнянского района Черниговской области Украины в крестьянской семье. Украинец. Член ВКП(б)/КПСС с 1941 года. Окончил 2 курса Запорожского политехникума.
В Красной Армии с 1935 года. В 1937 году окончил Ворошиловградскую военную школу лётчиков. Участник боёв на реке Халхин-Гол в 1939 году. На фронтах Великой Отечественной войны с июля 1941 года.
Командир звена 752-го дальнебомбардировочного авиационного полка старший лейтенант Степан Харченко к марту 1942 совершил семьдесят восемь успешных боевых вылетов, из них тридцать шесть — ночью, на бомбардировку стратегических объектов и войск противника.
В воздушных боях экипаж старшего лейтенанта Харченко С. А. сбил три вражеских самолёта.
Указом Президиума Верховного Совета СССР «О присвоении звания Героя Советского Союза начальствующему составу Военно-воздушных сил Красной Армии» от 20 июня 1942 года за «образцовое выполнение боевых заданий командования на фронте борьбы с немецкими захватчиками и проявленные при этом отвагу и геройство» удостоен звания Героя Советского Союза с вручением ордена Ленина и медали «Золотая Звезда».
Всего за годы войны лётчик, ставший командиром 1-й эскадрильи, а затем заместителем командира авиационного полка, преобразованного 23 марта 1943 года в 10-й гвардейский авиационный полк дальнего действия, а 26 декабря 1944 года в 226-й гвардейский бомбардировочный авиационный полк, совершил около трёхсот боевых вылетов, нанеся противнику значительный ущерб в живой силе и военной технике.
После войны С. А. Харченко продолжал службу в ВВС СССР. В 1948 году он окончил Высшую офицерскую лётно-тактическую школу пилотов. С 1961 года полковник Харченко С. А. — в запасе, а затем в отставке. Жил в городе Нежине Черниговской области Украины. До ухода на заслуженный отдых работал на заводе «Нежинсельмаш». Скончался 8 января 1983 года. Похоронен на Троицком кладбище города Нежин.
Награждён двумя орденами Ленина, четырьмя орденами Красного Знамени, орденом Александра Невского, двумя орденами Отечественной войны 1-й степени, орденом Красной Звезды, медалями.